# ハイクラス
『ハイクラス』（韓国語：하이클래스）は2021年9月6日から2021年11月1日までtvNで放送されていた大韓民国のテレビドラマである。

## あらすじ
パラダイスのような島の上に建てられた超豪華インターナショナル・スクールを背景に、韓国の上位0.1％の女性たちの完璧な人生の裏に隠された、嘘と偽善の危険かつ隠密なミステリーサスペンス。

## 出演

### 主要人物
ソン・ヨウル：チョ・ヨジョン
8歳の息子を持つ優しいママ。夫の殺人犯の濡れ衣を着せられ一瞬にして何もかもを失ってしまった元弁護士。
ナム・ジソン：キム・ジス
悪夢のような人生の中で8歳の息子のためにインターナショナル・スクールに向かうが母親たちの間で悪質な噂が広まり、肩身の狭い人生をおくっている。ホテルを所有している金の匙（親の七光りで育った子供）で、インターナショナル・スクールの父兄会の代表である。
ダニー・オ：ハ・ジュン
カナダの元アイスホッケー選手でインターナショナル・スクールの教師。
ファン・ナユン：パク・セジン
ヨウルの唯一の友達。
チャ・ドヨン：コン・ヒョンジュ
虚栄と自己中心的な性格の往年のトップ女優。

### その他
レイチェル・チョ：イ・カウン
インターナショナル・スクールの在カナダ韓国人教師。

## 視聴率
| Ep   | 放送日         | 平均オーディエンスシェア （ニールセンコリア） | 平均オーディエンスシェア （ニールセンコリア） |
| Ep   | 放送日         | 全国                                          | ソウル                                        |
| ---- | -------------- | --------------------------------------------- | --------------------------------------------- |
| 1    | 2021年9月6日   | 3.221％                                       | 3.445％                                       |
| 2    | 2021年9月7日   | 3.379％                                       | 3.437％                                       |
| 3    | 2021年9月13日  | 3.342％                                       | 3.286％                                       |
| 4    | 2021年9月14日  | 3.986％                                       | 4.295％                                       |
| 5    | 2021年9月20日  | 2.953％                                       | 3.195％                                       |
| 6    | 2021年9月21日  | 3.856％                                       | 4.171％                                       |
| 7    | 2021年9月27日  | 4.193％                                       | 4.604％                                       |
| 8    | 2021年9月28日  | 4.489％                                       | 4.983％                                       |
| ９   | 2021年10月4日  | 4.376％                                       | 4.283％                                       |
| 10   | 2021年10月5日  | 4.924％                                       | 4.859％                                       |
| 11   | 2021年10月11日 | 4.832％                                       | 5.192％                                       |
| 12   | 2021年10月18日 | 4.254％                                       | 4.732％                                       |
| 13   | 2021年10月19日 | 4.922％                                       | 4.693％                                       |
| 14   | 2021年10月25日 | 4.792％                                       | 4.911％                                       |
| 15   | 2021年10月26日 | 5.079％                                       | 4.824％                                       |
| 16   | 2021年11月1日  | 5.700％                                       | 5.781％                                       |
| 平均 | 平均           | 4.269％                                       | 4.418％                                       |